# Justin Hubner
Justin Hubner (właśc. Justin Quincy Hubner; ur. 14 września 2003 w ’s-Hertogenbosch) – indonezyjsko-holenderski piłkarz, występujący na pozycji obrońcy w młodzieżowych drużynach angielskiego klubu Wolverhampton Wanderers F.C. oraz w reprezentacji Indonezji. Uczestnik Pucharu Azji 2023.

## Statystyki

### Klubowe
Na podstawie:
| Klub                         | Sezonów | Liga           | Liga  | Liga   | Puchar krajowy | Puchar krajowy | Kontynentalne | Kontynentalne | Suma  | Suma   |
| Klub                         | Sezonów | Liga           | Mecze | Bramki | Mecze          | Bramki         | Mecze         | Bramki        | Mecze | Bramki |
| ---------------------------- | ------- | -------------- | ----- | ------ | -------------- | -------------- | ------------- | ------------- | ----- | ------ |
| Wolverhampton Wanderers F.C. | 1       | Premier League | 0     | 0      | 0              | 0              | –             | –             | 0     | 0      |
|                              | Łącznie | Łącznie        | 0     | 0      | 0              | 0              | 0             | 0             | 0     | 0      |

### Reprezentacyjne
Na podstawie:
| Mecze w reprezentacji podczas Pucharu Azji 2023 | Mecze w reprezentacji podczas Pucharu Azji 2023 | Mecze w reprezentacji podczas Pucharu Azji 2023 | Mecze w reprezentacji podczas Pucharu Azji 2023 | Mecze w reprezentacji podczas Pucharu Azji 2023 | Mecze w reprezentacji podczas Pucharu Azji 2023 | Mecze w reprezentacji podczas Pucharu Azji 2023 | Mecze w reprezentacji podczas Pucharu Azji 2023 |
| Lp.                                             | Data                                            | Miasto                                          | Przeciwnik                                      | Wynik                                           | Gole                                            | Inne                                            | Faza rozgrywek                                  |
| ----------------------------------------------- | ----------------------------------------------- | ----------------------------------------------- | ----------------------------------------------- | ----------------------------------------------- | ----------------------------------------------- | ----------------------------------------------- | ----------------------------------------------- |
| 1.                                              | 15.01.2024                                      | Ar-Rajjan                                       | Irak                                            | 1:3 (1:2)                                       |                                                 |                                                 | Faza grupowa                                    |
| 2.                                              | 19.01.2024                                      | Doha                                            | Wietnam                                         | 1:0 (1:0)                                       |                                                 |                                                 | Faza grupowa                                    |
| 3.                                              | 24.01.2024                                      | Doha                                            | Japonia                                         | 1:3 (0:1)                                       | 88' (sam.)                                      | 78'                                             | Faza grupowa                                    |
| 4.                                              | 28.01.2024                                      | Doha                                            | Australia                                       | 0:4 (0:2)                                       |                                                 |                                                 | 1/8 finału                                      |

## Sukcesy
Na podstawie:
Brak ważniejszych sukcesów.